# Estudante Operário-Camponês-Soldado
Estudante Operário-Camponês-Soldado (chinês tradicional: 工農兵學員, chinês simplificado: 工农兵学员, pinyin: Gōngnóngbīng xuéyuán) eram os estudantes chineses que ingressaram nas faculdades do país entre 1970 e 1976, durante a parte final da Grande Revolução Cultural Proletária (1966-1976). Eles eram aceitos não por suas qualificações acadêmicas, mas pelo "histórico de classe" de seus pais. Filhos de trabalhadores urbanos, camponeses e soldados eram parte das "Cinco Categorias Vermelhas" e gozaram de privilégios durante a Revolução Cultural.
Os Estudantes Operários-Camponeses-Soldados tornaram-se história em 1977 após a morte do presidente Mao Zedong, quando Deng Xiaoping restabeleceu o Exame Nacional de Ingresso no Ensino Superior (chinês: 高考, pinyin: Gāokǎo).

## Estudantes famosos
- Xi Jinping, Secretário-Geral do Partido Comunista da China (desde 2012), estudou na Universidade Tsinghua como um Estudante Operário-Camponês-Soldado.[2]
- Zhao Leji, líder sênior do Partido Comunista da China e Secretário da Comissão Central de Inspeção Disciplinar, estudou na Universidade Pequim como um Estudante Operário-Camponês-Soldado.